# Onyekachi Apam
Onyekachi Apam (Aba, 30 dicembre 1986) è un ex calciatore nigeriano, di ruolo difensore.

## Carriera

### Club
Cresciuto in patria, nell'Enugu Rangers International, nel 2006 è passato al Nizza, club francese militante in Ligue 1. Il debutto nel massimo campionato francese è avvenuto il 29 ottobre 2006, nell'incontro Nizza-Olympique Marsiglia (2-1), subentrando a Olivier Veigneau all'inizio del secondo tempo. Ha messo a segno la sua prima rete con la maglia rossonera l'8 febbraio 2009, nell'incontro di campionato Nizza-Lione (1-3), siglando la rete del momentaneo 1-2 nel primo minuto di recupero del primo tempo. Ha militato nel club rossonero per quattro stagioni, collezionando un totale di 113 presenze e una rete in Ligue 1, tre presenze in Coppa di Francia e cinque presenze in Coupe de la Ligue. Il 29 giugno 2010 ha firmato un contratto quadriennale con il Rennes. A causa di un grave infortunio è stato indisponibile per tutta la stagione 2009-2010. Il debutto con il club bretone, infatti, è avvenuto il 15 dicembre 2011, in Atletico Madrid-Nizza (3-1), incontro valido per la fase a gironi dell'Europa League. Il debutto in campionato, invece, è avvenuto il successivo 14 gennaio, nell'incontro Caen-Rennes (0-2). Nella stagione 2013-2014, complice l'arrivo del nuovo tecnico Philippe Montanier, non è mai sceso in campo. Il 26 gennaio 2014 risolve il proprio contratto. Rimasto svincolato, il 20 settembre 2014 è stato ingaggiato a parametro zero dal Seattle Sounders, club statunitense militante in Major League Soccer. Il 5 dicembre 2014 ha risolto il proprio contratto.

### Nazionale

#### Nazionale Under-20
Con la Nazionale Under-20 ha partecipato ai Mondiali 2005. Nella competizione, terminata con la sconfitta in finale della compagine nigeriana contro l'Argentina, Apam ha disputato sei incontri.

#### Nazionale olimpica
Con la Nazionale olimpica ha partecipato ai Giochi olimpici 2008. Nella competizione, terminata con la sconfitta in finale della compagine nigeriana contro l'Argentina, Apam ha disputato cinque incontri.

#### Nazionale maggiore
Ha debuttato in Nazionale maggiore il 22 agosto 2007, nell'incontro amichevole Macedonia-Nigeria (0-0). Ha partecipato, con la Nazionale nigeriana, alla Coppa d'Africa 2008 e alla Coppa d'Africa 2010. È sceso in campo, inoltre, nelle qualificazioni ai Mondiali 2010 e nelle qualificazioni alla Coppa d'Africa 2008. Ha collezionato in totale, con la maglia della Nazionale nigeriana, 15 presenze.

## Statistiche

### Presenze e reti nei club
Statistiche aggiornate al 5 dicembre 2014.
| Stagione        | Squadra          | Campionato      | Campionato | Campionato | Coppe nazionali | Coppe nazionali | Coppe nazionali | Coppe continentali | Coppe continentali | Coppe continentali | Altre coppe | Altre coppe | Altre coppe | Totale | Totale |
| Stagione        | Squadra          | Comp            | Pres       | Reti       | Comp            | Pres            | Reti            | Comp               | Pres               | Reti               | Comp        | Pres        | Reti        | Pres   | Reti   |
| --------------- | ---------------- | --------------- | ---------- | ---------- | --------------- | --------------- | --------------- | ------------------ | ------------------ | ------------------ | ----------- | ----------- | ----------- | ------ | ------ |
| 2006-2007       | Nizza            | L1              | 22         | 0          | CF+CdL          | 2+0             | 0+0             | -                  | -                  | -                  | -           | -           | -           | 24     | 0      |
| 2007-2008       | Nizza            | L1              | 30         | 0          | CF+CdL          | 0+1             | 0+0             | -                  | -                  | -                  | -           | -           | -           | 31     | 0      |
| 2008-2009       | Nizza            | L1              | 30         | 1          | CF+CdL          | 1+3             | 0+0             | -                  | -                  | -                  | -           | -           | -           | 34     | 1      |
| 2009-2010       | Nizza            | L1              | 23         | 0          | CF+CdL          | 0+1             | 0+0             | -                  | -                  | -                  | -           | -           | -           | 24     | 0      |
| Totale Nizza    | Totale Nizza     | Totale Nizza    | 113        | 1          |                 | 3+5             | 0+0             |                    | -                  | -                  |             | -           | -           | 121    | 1      |
| 2010-2011       | Rennes           | L1              | 0          | 0          | CF+CdL          | 0+0             | 0+0             | -                  | -                  | -                  | -           | -           | -           | 0      | 0      |
| 2011-2012       | Rennes           | L1              | 12         | 0          | CF+CdL          | 3+0             | 0+0             | EL                 | 1                  | 0                  | -           | -           | -           | 16     | 0      |
| 2012-2013       | Rennes           | L1              | 11         | 0          | CF+CdL          | 1+3             | 0+0             | -                  | -                  | -                  | -           | -           | -           | 15     | 0      |
| 2013-gen. 2014  | Rennes           | L1              | 0          | 0          | CF+CdL          | 0+0             | 0+0             | -                  | -                  | -                  | -           | -           | -           | 0      | 0      |
| Totale Rennes   | Totale Rennes    | Totale Rennes   | 23         | 0          |                 | 4+3             | 0+0             |                    | 1                  | 0                  |             | -           | -           | 31     | 0      |
| 2014            | Seattle Sounders | MLS             | 0          | 0          | USOC            | 0               | 0               | -                  | -                  | -                  | CC+HC+CCC   | 0+0+0       | 0+0+0       | 0      | 0      |
| Totale carriera | Totale carriera  | Totale carriera | 136        | 1          |                 | 15              | 0               |                    | 1                  | 0                  |             | 0           | 0           | 151    | 1      |

### Cronologia presenze e reti in nazionale
| Cronologia completa delle presenze e delle reti in nazionale ― Nigeria | Cronologia completa delle presenze e delle reti in nazionale ― Nigeria | Cronologia completa delle presenze e delle reti in nazionale ― Nigeria | Cronologia completa delle presenze e delle reti in nazionale ― Nigeria | Cronologia completa delle presenze e delle reti in nazionale ― Nigeria | Cronologia completa delle presenze e delle reti in nazionale ― Nigeria | Cronologia completa delle presenze e delle reti in nazionale ― Nigeria | Cronologia completa delle presenze e delle reti in nazionale ― Nigeria |
| Data                                                                   | Città                                                                  | In casa                                                                | Risultato                                                              | Ospiti                                                                 | Competizione                                                           | Reti                                                                   | Note                                                                   |
| ---------------------------------------------------------------------- | ---------------------------------------------------------------------- | ---------------------------------------------------------------------- | ---------------------------------------------------------------------- | ---------------------------------------------------------------------- | ---------------------------------------------------------------------- | ---------------------------------------------------------------------- | ---------------------------------------------------------------------- |
| 22-8-2007                                                              | Skopje                                                                 | Macedonia                                                              | 0 – 0                                                                  | Nigeria                                                                | Amichevole                                                             | -                                                                      |                                                                        |
| 8-9-2007                                                               | Warri                                                                  | Nigeria                                                                | 2 – 0                                                                  | Lesotho                                                                | Qual. Coppa d'Africa 2008                                              | -                                                                      | 46’                                                                    |
| 14-10-2007                                                             | Ciudad Juárez                                                          | Messico                                                                | 2 – 2                                                                  | Nigeria                                                                | Amichevole                                                             | -                                                                      | 46’                                                                    |
| 21-1-2008                                                              | Sekondi-Takoradi                                                       | Nigeria                                                                | 0 – 1                                                                  | Costa d'Avorio                                                         | Coppa d'Africa 2008 - Gironi                                           | -                                                                      |                                                                        |
| 19-11-2008                                                             | Bogotà                                                                 | Colombia                                                               | 1 – 0                                                                  | Nigeria                                                                | Amichevole                                                             | -                                                                      |                                                                        |
| 11-2-2009                                                              | Londra                                                                 | Nigeria                                                                | 0 – 0                                                                  | Giamaica                                                               | Amichevole                                                             | -                                                                      | 46’                                                                    |
| 29-3-2009                                                              | Matola                                                                 | Mozambico                                                              | 0 – 0                                                                  | Nigeria                                                                | Qual. Mondiali 2010                                                    | -                                                                      | 80’                                                                    |
| 7-6-2009                                                               | Abuja                                                                  | Nigeria                                                                | 3 – 0                                                                  | Kenya                                                                  | Qual. Mondiali 2010                                                    | -                                                                      | 76’                                                                    |
| 14-11-2009                                                             | Kasarani                                                               | Kenya                                                                  | 2 – 3                                                                  | Nigeria                                                                | Qual. Mondiali 2010                                                    | -                                                                      |                                                                        |
| 6-1-2010                                                               | Durban                                                                 | Zambia                                                                 | 0 – 0                                                                  | Nigeria                                                                | Amichevole                                                             | -                                                                      |                                                                        |
| 16-1-2010                                                              | Benguela                                                               | Nigeria                                                                | 1 – 0                                                                  | Benin                                                                  | Coppa d'Africa 2010 - Gironi                                           | -                                                                      | 55’                                                                    |
| 20-1-2010                                                              | Lubango                                                                | Nigeria                                                                | 3 – 0                                                                  | Mozambico                                                              | Coppa d'Africa 2010 - Gironi                                           | -                                                                      |                                                                        |
| 25-1-2010                                                              | Lubango                                                                | Zambia                                                                 | 0 – 0                                                                  | Nigeria                                                                | Coppa d'Africa 2010 - Quarti di finale                                 | -                                                                      | 60’ 107’                                                               |
| 30-1-2010                                                              | Benguela                                                               | Nigeria                                                                | 1 – 0                                                                  | Algeria                                                                | Coppa d'Africa 2010 - Finale 3º-4º posto                               | -                                                                      |                                                                        |
| 3-3-2010                                                               | Abuja                                                                  | Nigeria                                                                | 5 – 2                                                                  | RD del Congo                                                           | Amichevole                                                             | -                                                                      | 86’                                                                    |
| Totale                                                                 |                                                                        | Presenze                                                               | 15                                                                     |                                                                        | Reti                                                                   | 0                                                                      |                                                                        |

| Cronologia completa delle presenze e delle reti in nazionale ― Nigeria olimpica | Cronologia completa delle presenze e delle reti in nazionale ― Nigeria olimpica | Cronologia completa delle presenze e delle reti in nazionale ― Nigeria olimpica | Cronologia completa delle presenze e delle reti in nazionale ― Nigeria olimpica | Cronologia completa delle presenze e delle reti in nazionale ― Nigeria olimpica | Cronologia completa delle presenze e delle reti in nazionale ― Nigeria olimpica | Cronologia completa delle presenze e delle reti in nazionale ― Nigeria olimpica | Cronologia completa delle presenze e delle reti in nazionale ― Nigeria olimpica |
| Data                                                                            | Città                                                                           | In casa                                                                         | Risultato                                                                       | Ospiti                                                                          | Competizione                                                                    | Reti                                                                            | Note                                                                            |
| ------------------------------------------------------------------------------- | ------------------------------------------------------------------------------- | ------------------------------------------------------------------------------- | ------------------------------------------------------------------------------- | ------------------------------------------------------------------------------- | ------------------------------------------------------------------------------- | ------------------------------------------------------------------------------- | ------------------------------------------------------------------------------- |
| 7-8-2008                                                                        | Tientsin                                                                        | Paesi Bassi olimpica                                                            | 0 – 0                                                                           | Nigeria olimpica                                                                | Olimpiadi 2008 - Gironi                                                         | -                                                                               | 20’                                                                             |
| 10-8-2008                                                                       | Tientsin                                                                        | Nigeria olimpica                                                                | 2 – 1                                                                           | Giappone olimpica                                                               | Olimpiadi 2008 - Gironi                                                         | -                                                                               | 90’                                                                             |
| 16-8-2008                                                                       | Qinhuangdao                                                                     | Nigeria olimpica                                                                | 2 – 0                                                                           | Costa d'Avorio olimpica                                                         | Olimpiadi 2008 - Quarti di finale                                               | -                                                                               | 42’                                                                             |
| 19-8-2008                                                                       | Shanghai                                                                        | Nigeria olimpica                                                                | 4 – 1                                                                           | Belgio olimpica                                                                 | Olimpiadi 2008 - Semifinali                                                     | -                                                                               |                                                                                 |
| 15-8-2004                                                                       | Pechino                                                                         | Nigeria olimpica                                                                | 0 – 1                                                                           | Argentina olimpica                                                              | Olimpiadi 2008 - Finale                                                         | -                                                                               | 68’                                                                             |
| Totale                                                                          |                                                                                 | Presenze                                                                        | 5                                                                               |                                                                                 | Reti                                                                            | 0                                                                               |                                                                                 |

| Cronologia completa delle presenze e delle reti in nazionale ― Nigeria under 20 | Cronologia completa delle presenze e delle reti in nazionale ― Nigeria under 20 | Cronologia completa delle presenze e delle reti in nazionale ― Nigeria under 20 | Cronologia completa delle presenze e delle reti in nazionale ― Nigeria under 20 | Cronologia completa delle presenze e delle reti in nazionale ― Nigeria under 20 | Cronologia completa delle presenze e delle reti in nazionale ― Nigeria under 20 | Cronologia completa delle presenze e delle reti in nazionale ― Nigeria under 20 | Cronologia completa delle presenze e delle reti in nazionale ― Nigeria under 20 |
| Data                                                                            | Città                                                                           | In casa                                                                         | Risultato                                                                       | Ospiti                                                                          | Competizione                                                                    | Reti                                                                            | Note                                                                            |
| ------------------------------------------------------------------------------- | ------------------------------------------------------------------------------- | ------------------------------------------------------------------------------- | ------------------------------------------------------------------------------- | ------------------------------------------------------------------------------- | ------------------------------------------------------------------------------- | ------------------------------------------------------------------------------- | ------------------------------------------------------------------------------- |
| 12-6-2005                                                                       | Emmen                                                                           | Brasile under 20                                                                | 0 – 0                                                                           | Nigeria under 20                                                                | Mondiali Under-20 2005                                                          | -                                                                               |                                                                                 |
| 15-6-2005                                                                       | Emmen                                                                           | Nigeria under 20                                                                | 1 – 2                                                                           | Corea del Sud under 20                                                          | Mondiali Under-20 2005 - Gironi                                                 | -                                                                               |                                                                                 |
| 18-6-2005                                                                       | Enschede                                                                        | Nigeria under 20                                                                | 3 – 0                                                                           | Svizzera under 20                                                               | Mondiali Under-20 2005 - Gironi                                                 | -                                                                               |                                                                                 |
| 22-6-2005                                                                       | Doetinchem                                                                      | Nigeria under 20                                                                | 1 – 0                                                                           | Ucraina under 20                                                                | Mondiali Under-20 2005 - Ottavi di finale                                       | -                                                                               |                                                                                 |
| 25-6-2005                                                                       | Kerkrade                                                                        | Nigeria under 20                                                                | 1 – 1 dts (11 - 10 dtr)                                                         | Paesi Bassi under 20                                                            | Mondiali Under-20 2005 - Quarti di finale                                       | -                                                                               |                                                                                 |
| 28-6-2005                                                                       | Kerkrade                                                                        | Marocco under 20                                                                | 0 – 3                                                                           | Nigeria under 20                                                                | Mondiali Under-20 2005 - Semifinali                                             | -                                                                               | 39’                                                                             |
| Totale                                                                          |                                                                                 | Presenze                                                                        | 6                                                                               |                                                                                 | Reti                                                                            | 0                                                                               |                                                                                 |

## Palmarès

### Club
- MLS Supporters' Shield: 1

Seattle Sounders FC: 2014

### Nazionale
- Argento olimpico: 1

Pechino 2008